# Ka Ka Ka Po
Ka Ka Ka Po é um filme de comédia indiano em língua tâmil de 2016, escrito e dirigido por P. S. Vijay. O filme é estrelado por Kesavan e Sakshi Agarwal nos papéis principais, com Subbu Panchu em um papel coadjuvante. O filme foi lançado teatralmente na Índia em 8 de julho de 2016.

## Elenco
- Kesavan como Kannadasan
- Sakshi Agarwal como Kavita Punyakodi
- Subbu Panchu como Rishabarajan
- Karunas
- Robo Shankar
- Singampuli
- Powerstar Srinivasan
- M. S. Bhaskar
- Mayilswamy
- Madhan Bob
- Anu Mohan
- Sangili Murugan
- V. S. Raghavan
- Jaguar Thangam
- Vadivukkarasi
- Nirosha
- Rajashree
- Jangiri Madhumitha
- Nalini

## Produção
O filme foi intitulado Ka Ka Ka Po, com um slogan de Kavithavum Kannadhasanum Kadhalika Poraanga. Os criadores do filme se envolveram brevemente em uma disputa sobre os direitos de nomeação do filme com a equipe de Kadhalum Kadandhu Pogum (2016). Ambos os filmes foram referidos pela mídia como Ka Ka Ka Po, uma frase tirada de um diálogo popular de Imsai Arasan 23rd Pulikecei (2006), de Chimbu Deven. Embora os dois filmes tenham expansões diferentes da frase, o diretor Vijay afirmou estar apreensivo com o fato de seu filme sofrer devido à confusão. Ambos os filmes lançados mais tarde sem nenhum problema.
Para o filme, Sakshi Agarwal passou por um treinamento especial para sequências de dublês, e também apareceu em uma música, onde ela apareceu em nove diferentes poses. A gravação da música para cada visual aconteceu em locais diferentes, incluindo Malásia, Puducherry e Hiderabade. Os criadores escalaram trinta e três comediantes no filme para desempenhar pequenos papéis.
O ator principal do filme, Keshavarajan Latchumanasami, que estava estreando com o nome artístico de Kesavan, morreu em um acidente em novembro de 2015, antes do lançamento do filme.

## Recepção
O filme recebeu críticas negativas dos críticos, com um crítico do The Times of India afirmando que "tem uma história que quase não tem escopo para manter os espectadores entretidos, uma narrativa fraca e uma lenta produção que esfrega sal em nossas feridas". O crítico acrescentou que "o que é ainda mais decepcionante é o espetáculo de uma miríade de comediantes talentosos fazendo aparições ineficazes em intervalos regulares — todos eles sendo desperdiçados em papéis inadequados".